# Liberale Partij - Radoslavovisten
De Liberale Partij - Radoslavovisten (Bulgaars: Либерална партия - радослависти,  Liberalna Partija - Radoslavisti) was een Bulgaarse politieke partij die in 1887 werd opgericht en werd geleid door Vasil Radoslavov (premier 1886 - 1887). Radoslavov was tot die tijd lid van de Liberale Partij. De LPR stond een nationalistische politiek voor, was anti-Russisch en streefde naar onafhankelijkheid van Bulgarije. Dit laatste werd in 1908 bereikt.
In 1913 werd Radoslavov opnieuw premier en de pro-Duitse Radoslavov sloot grote leningen af met Duitsland en Oostenrijk-Hongarije. Onder leiding van premier Radoslavov en koning Ferdinand I begon Bulgarije in 1915 deel te nemen aan de Eerste Wereldoorlog, in de hoop zijn tijdens de Tweede Balkanoorlog verloren gegane gebieden te heroveren. Toen er zich na 1916 geen wapenfeiten meer voltrokken, daalde populariteit van premier Radoslavov en op 21 juni 1918 werd hij door koning Ferdinand vervangen door Aleksandur Pavlov Malinov van de Democratische Partij. De Liberale Partij - Radoslavovisten ging kort daarna ter ziele.